# Zeitpolitisches Magazin
Das Zeitpolitische Magazin ist die halbjährlich kostenlos erscheinende Publikation der Deutschen Gesellschaft für Zeitpolitik (DGfZP). Die Zeitschrift wurde 2003 gegründet und wird vom Vorstand der DGfZP herausgegeben. Für die einzelnen Nummern wechseln die verantwortlichen Herausgeber und Herausgeberinnen.

## Profil
Das Magazin thematisiert und analysiert Zeit und die Perspektiven von Zeitpolitik in interdisziplinärer Weise. In den unterschiedlichen gesellschaftlichen Feldern werden Vorschläge für zeitpolitische Interventionen gemacht. Zudem werden aktuelle Informationen über Tagungen, Publikationen usw. zur Verfügung gestellt. Zielgruppen sind Wissenschaftler und Studenten vorwiegend sozialwissenschaftlicher Disziplinen und gesellschaftliche Akteure sowie allgemein am Thema Zeit Interessierte.